# Thyatira batis
Pour les articles homonymes, voir Batis (homonymie).
Noctuelle batis, Batis
Espèce
Thyatira batis, la Noctuelle batis ou la Batis, est une espèce de lépidoptères (papillons) de la famille des Drepanidae, de la sous-famille des Thyatirinae et du genre Thyatira.

## Description
La Batis est un petit papillon de nuit. La face dorsale des ailes antérieures est  brun grisâtre avec des taches arrondies blanc rosâtre pupillées de marron, la face dorsale des ailes postérieures est blanc grisâtre et la face ventrale est blanchâtre.

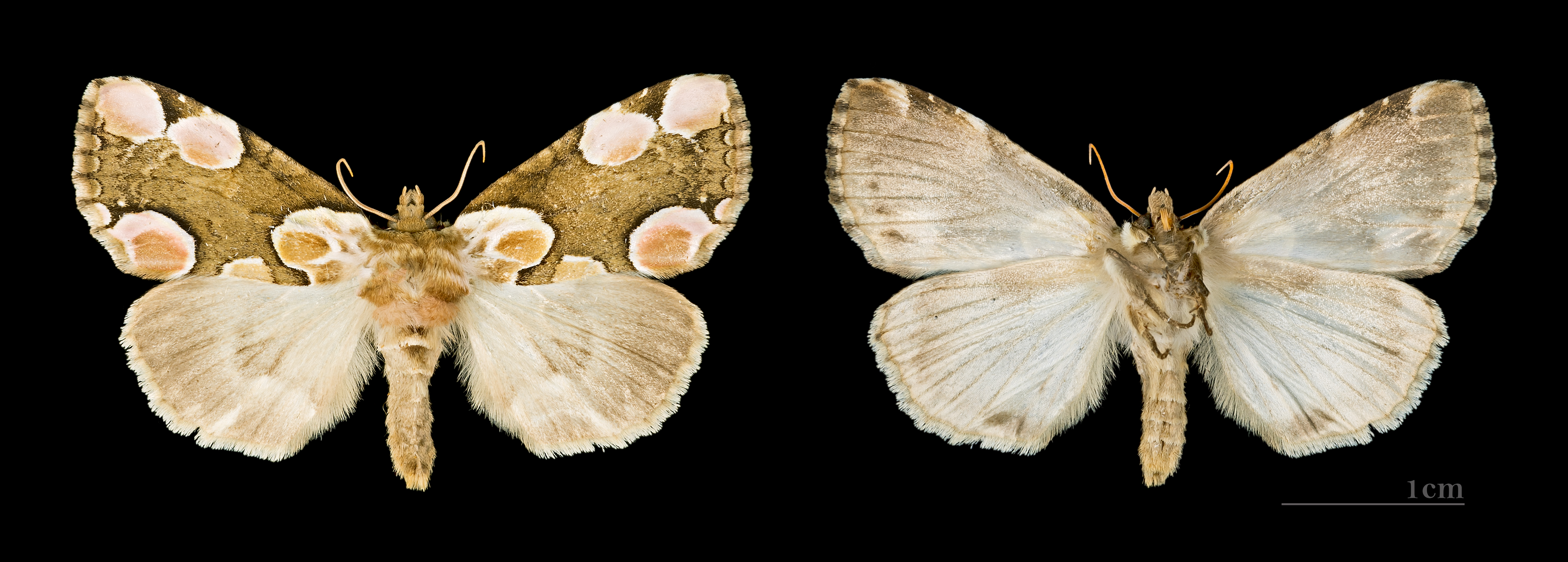
Thyatira batis ♀ Muséum de Toulouse
♂
♂ △
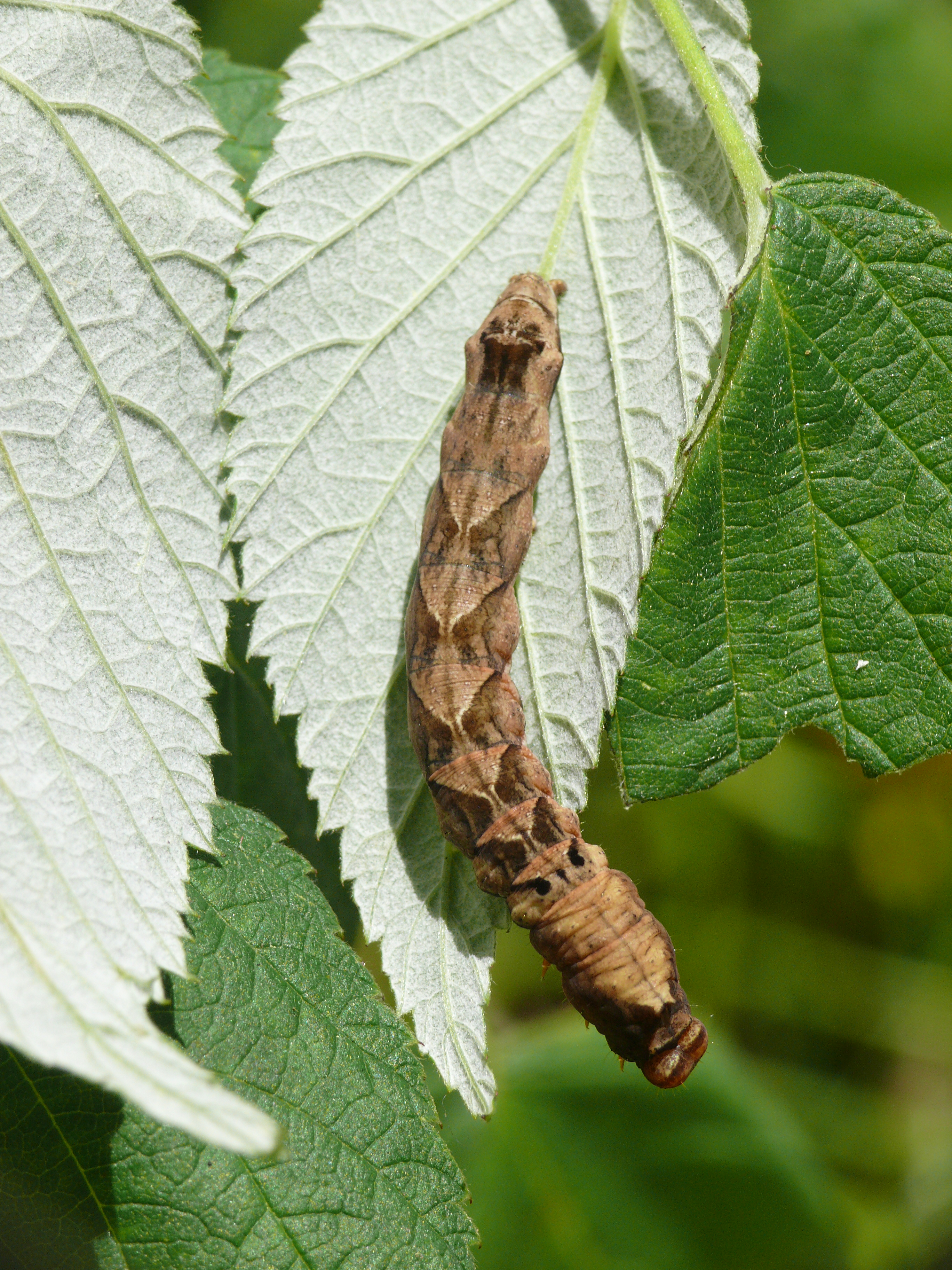
La chenille
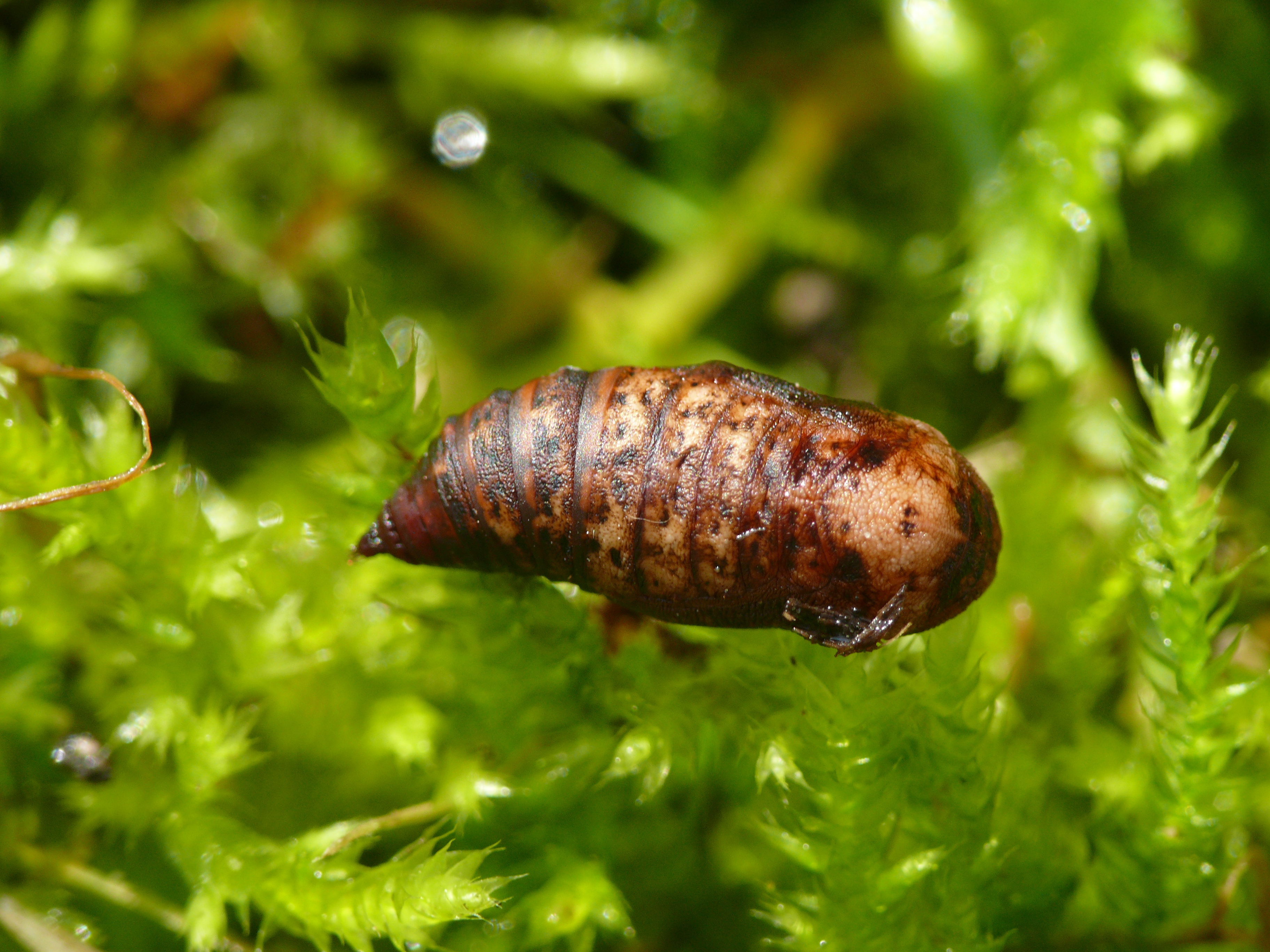
La chrysalide

## Systématique
L'espèce a été décrite  par le naturaliste suédois Carl von Linné en 1758, sous le nom initial de Phalaena batis.

### Noms vernaculaires
- La Noctuelle batis[2]
- La Batis

## Biologie
Les larves se nourrissent sur Rubus idaeus (framboisier), Rubus odoratus, Rubus caesius.

### Synonymie
- Phalaena batis Linnaeus, 1758 Protonyme
- Thyatira vicina Guenée, 1852 [4]
- Thyatira vicina pallida Rothschild, 1926[5]
- Thyatira batis japonica Werny, 1966
- Thyatira batis mandschurica Werny, 1966
- Thyatira rubrescens wilemani Werny, 1966[6]
- Thyatira rubrescens assamensis Werny, 1966
- Thyatira rubrescens kwangtungensis Werny, 1966
- Thyatira rubrescens nepalensis Werny, 1966
- Thyatira rubrescens obscura Werny, 1966
- Thyatira rubrescens orientalis Werny, 1966
- Thyatira rubrescens szechwana Werny, 1966
- Thyatira rubrescens tienmushana Werny, 1966
- Thyatira rubrescens vietnamensis Werny, 1966
- Thyatira batis japonica Dubatolov, 1991

## Taxinomie
Liste des sous-espèces
- Thyatira batis batis (Linné, 1758)
- Thyatira batis formosicola
- Thyatira batis mandschurica
- Thyatira batis pallida
- Thyatira batis rubrescens